# 黄爵滋

黄爵滋

黄爵滋（1793年—1853年），字德成，号树斋，江西宜黄人。清朝政治人物，進士出身。

## 生平
黄爵滋七岁能赋，嘉庆十三年（1808年），入府州府学，道光三年（1823年）中进士，历任御史、给事中、鸿胪寺卿等职，“以直谏负时望”。道光十九年（1839年）任大理寺少卿。道光年間力陳鸦片之害，“禁烟之议，创自黄爵滋”。鸦片战争爆发后，与邓廷桢共抗英軍。晚年主持豫章书院。咸丰三年（1853年）卒于北京，归葬于宜黄二都乡石巩寺侧。

## 著作
著有《黄少司寇奏疏》30卷，《海防图》2卷、附表1卷等書。

## 延伸阅读
[在维基数据编辑]
 《清史稿/卷378》，出自趙爾巽《清史稿》
 在维基共享资源阅览影像